# Březová (okres Sokolov)
Březová (Duits: Brösau) is een stadje in de Tsjechische regio Karlsbad. De stad ligt op 487 meter hoogte, drie kilometer ten zuiden van Sokolov aan de noordrand van het natuurgebied Slavkovský les. De autoweg R6 loopt langs de stad.
De eerste schriftelijke vermelding van de stad stamt uit het jaar 1353.

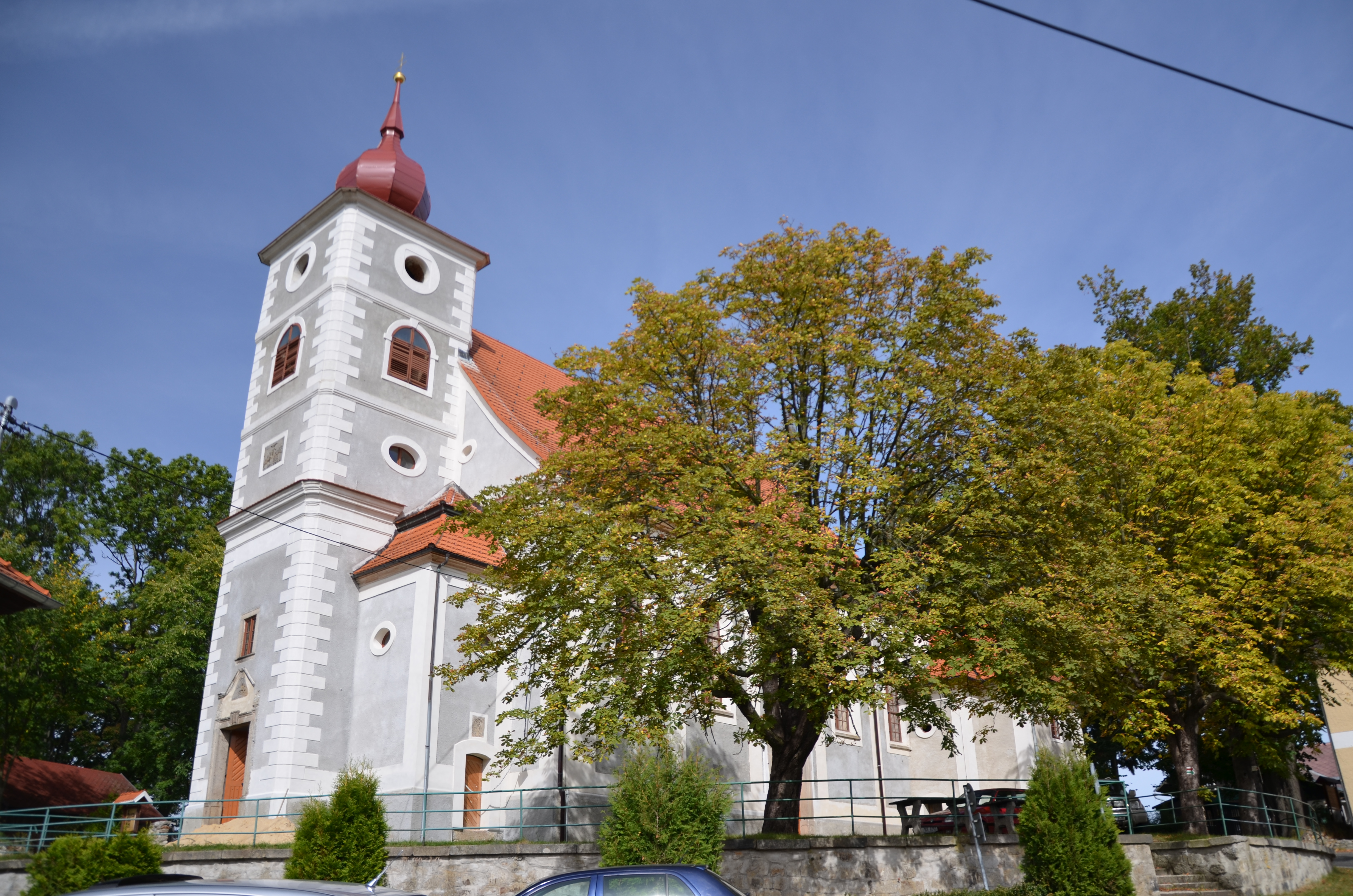
St. Peter- en Pauluskerk in het gehucht Kostelní Bříza

## Partnerstad
- Pausa, Duitsland

Březová · Bublava · Bukovany · Chlum Svaté Maří · Chodov · Citice · Dasnice · Dolní Nivy · Dolní Rychnov · Habartov · Horní Slavkov · Jindřichovice · Josefov · Kaceřov · Krajková · Královské Poříčí · Kraslice · Krásno · Kynšperk nad Ohří · Libavské Údolí · Loket · Lomnice · Nová Ves · Nové Sedlo · Oloví · Přebuz · Rotava · Rovná · Staré Sedlo · Stříbrná · Svatava · Šabina · Šindelová · Sokolov · Tatrovice · Těšovice · Vintířov · Vřesová